# Troy Aikman NFL Football
Troy Aikman NFL Football est un jeu vidéo de sport sorti en 1994 et fonctionne sur Jaguar, Mega Drive et Super Nintendo. Le jeu a été développé et édité par Tradewest.
Le jeu tient son nom du joueur et commentateur Troy Aikman.